# 克里烏利基
52°11′11″N 32°55′56″E / 52.18639°N 32.93222°E
克里烏利基（烏克蘭語：Криульки），是烏克蘭北部的村莊，隸屬切爾尼希夫州的諾夫霍羅德-錫韋爾斯基區。該村面積0.11平方公里，海拔高度170米，2001年人口24，人口密度每平方公里218.2人。